# 우성전
우성전(禹性傳, 1542년 ~ 1593년)은 조선 중기의 문신이자 의병장이다. 임진왜란 당시 여러 곳에서 전공을 세웠다. 당색으로는 동인이었다가 정여립의 난과 기축옥사를 계기로 남인과 북인으로 분당될 때 남인의 영수가 되었다. 안동에 역동서원을 세웠다. 본관은 단양, 자는 경선(景善), 호는 추연(秋淵)과 연암(淵庵), 시호는 충강(忠康)이다.

## 생애

### 초기 활동
아버지는 현령 언겸(彦謙)이다. 시호는 문강으로 유학자 이황(李滉)의 문하생이다. 초당 허엽의 사위이며 허균의 매형이자 허난설헌의 형부이다.
1568년(선조 1) 별시문과에 급제하여 검열·봉교를 거치고 부수찬으로 1572년 정공도감(正供都監) 혁파를 건의하여 관철시켰으며, 경연에서 <서경(書經)>을 강의하기도 하고, 향약의 시행을 건의하기도 하였다. 1573년에는 기대승(奇大升)의 제사를 하사할 것을 건의하였으며, 1576년 수원현감을 지냈다. 1581년 재주를 믿고 논변을 좋아해 그 동아리가 성세를 떨치자 반대파의 탄핵을 받아 파직되었다. 다시 장령(掌令)·사옹원정을 거쳐 1583년에 응교(應敎)가 되고, 뒤에 여러번 사인(舍人)을 지냈다. 

### 붕당활동
붕당형성은 범죄행위였으나 정치란 소인배를 배제한 군자들이 주도해야 한다는 성리학의 붕당관(朋黨觀)을 받아들인 조선의 사림(士林)들에 의해 선조때부터 붕당(朋黨)이 형성되기 시작했다. 1575년에 동서분당때 김효원(金孝元)·유성룡(柳成龍) 등과 함께 우성전은 동인을 대표했다. 1589년의 정여립의 난과 기축옥사 때 동인인사 2000명이 학살되자 동인은 위관인 좌의정 정철과 서인들에게 앙심을 품게 되었다. 
1591년에 정철이 광해군 세자 책봉을 주청하다가 선조의 진노를 사서 실각하며 서인들이 대거 몰락하고 동인이 집권하였다.(건저문제) 이때 동인은 서인에 대한 처결문제 있어서 강경파인 북인과 온건파인 남인으로 갈렸는데, 우성전은 남인에 속했다. 우성전이 남산(南山)에 살아서 남인으로, 강경파의 영수 이산해가 강북에 살았기 때문에 북인으로 불리었다.
남인과 갈등하던 북인들이 우성전을 공격했고 이로인해 정철이 물러날때 우성전도 함께 삭직당했다. 북인들은 우성전의 축첩을 문제삼아 공격했는데 몇몇 북인들이 이에 동조했다. 우성전의 부모상 때에도 기생이 머리를 풀고 우성전의 집에 출입한 것은 상례에 어긋난 행위라 하며 이를 사헌부장령으로 있던 정인홍에게 알렸다. 훗날 대북(大北)의 영수가 되는 정인홍은 재야에 오래 있던 사람으로서 자신의 깨끗한 처신을 자랑삼아 온 인물이었다. 그는 예에 어긋난 이러한 일을 두고 볼 수 없다면서 앞장서서 우성전을 공격했다.
당시 우성전은 학문적 소양도 폭넓었고 지략이 남달랐으며, 경세에 대한 관점이 뚜렷하여 동인들이 떠받드는 새로운 지도자였다. 동인의 분열은 건저의 문제(1591) 이후 서인에 대한 처결의 방법론에 대한 이견으로 시작되었으나, 우성전의 첩에 대한 처신이 공격받으며 북인과 남인 간에 의심과 불신의 골이 깊게 발생한것도 원인이 되었다.

### 임진왜란과 죽음
다시 복권되어 수원 현감으로 근무중 1592년 임진왜란이 일어나자 경기도에서 의병 2000명을 모집해 추의군(秋義君)이라 칭하고 강화에서 의병장 김천일의 휘하로 들어가 각지에서 전공을 세웠다.
경기도 행주에서는 도원수 권율(權慄)의 후방을 지원하기도 했다. 이후 성균관 대사성 겸 지제교로 특전되었으나 계속 의병장으로 활약해 후퇴하던 왜군을 의령까지 쫓았으나 병을 얻어 경기도 부평으로 후송된 뒤 죽었다. 당시 그의 향년 51세였다.

### 사후
묘소 《추연우성전묘역》은 경기도 화성군 매송면 숙곡리에 부인 양천 허씨 묘소 옆에 있다. 2003년 4월 21일 경기도 문화재자료 제121호로 지정되었다.
그 뒤 북인의 집권으로 그의 공적은 잊혀졌고, 1623년의 인조 반정으로 북인이 몰락한 뒤에는 서인과 노론이 집권하였으므로 재조명받지 못하였다. 그 뒤 정조 때에 가서 증 자헌대부 이조판서 겸 홍예문관 대제학에 추증되었으며 충강(忠康)이란 시호가 내려졌다.

## 가족
- 생부 : 우언겸(禹彦謙, 1509 ~ 1573)
- 생모 : 연안 김씨 - 사포(司圃) 김석린(金石磷)의 딸
- 양부 :  우준겸(禹俊謙, 1524 ~ ?)
- 양모 : 죽산 박씨 - 박여림(朴汝霖)의 딸
- 장인 : 허엽(許曄, 1517 ~ 1580)
- 장모 : 청주 한씨 - 한숙창(韓叔昌)의 딸 
  - 부인 : 양천 허씨

## 저서
- 《퇴계선생언행록(退溪先生言行錄)》《역설(易說)》
- 《이기설(理氣說)》
- 《계갑일록(癸甲日錄)》[10]

## 같이 보기
- 임진왜란
- 이황: 스승
- 이발: 동인
- 유성룡: 남인 동지
- 김효원
- 정철: 정적
- 정여립의 난
- 동인
- 남인
- 북인
- 이산해